# Korolupy
Korolupy település Csehországban, a Znojmói járásban. Korolupy Uherčice, Podhradí nad Dyjí, Oslnovice, Lubnice, Vysočany és Kostníky településekkel határos. Lakosainak száma 152 fő (2024. január 1.).

## Népesség
A település lakosságának változását az alábbi diagram mutatja:
| Lakosok száma | 339  | 374  | 462  | 317  | 246  | 178  | 157  | 156  | 145  | 152  |
|               | 1869 | 1900 | 1921 | 1961 | 1980 | 2011 | 2016 | 2019 | 2021 | 2024 |